# Oscaecilia equatorialis
Espèce
Statut de conservation UICN

 DD  : Données insuffisantes
Oscaecilia equatorialis est une espèce de gymnophiones de la famille des Caeciliidae.

## Répartition
Cette espèce est endémique de la province de Pichincha en Équateur. Elle se rencontre à environ 800 m d'altitude.

## Publication originale
- Taylor, 1973 : A caecilian miscellany. University of Kansas Science Bulletin, vol. 50, n. 5, p. 187-231 (texte intégral).